# ウシオ電機
ウシオ電機株式会社（ウシオでんき、英: USHIO INC.）は、東京都千代田区丸の内に本社を置く、産業用光源をはじめとした光応用製品ならびに産業機械を扱うメーカー。東京証券取引所プライム市場上場。

## 概要
本社は、東京都千代田区丸の内 丸の内北口ビルディング。
1916年、現在の関西電力・中国電力の電球製造部門が独立して姫路電球株式会社となり（後のウシオ工業株式会社）、ここから1964年に産業用光源メーカー、ウシオ電機として独立し創立された。
実質的な創業者であり現取締役相談役の牛尾治朗は経済同友会代表幹事などを歴任し、りそな銀行の成立に立ち会っている。

## 沿革
- 1916年（大正5年）11月 - 中国合同電気（現在の関西電力・中国電力）の電球製造部門が独立、姫路電球株式会社を創立。
- 1932年（昭和7年）- 日本電球株式会社に改称。
- 1951年（昭和26年）- 日本真空工業株式会社に改称。
- 1952年（昭和27年）- 牛尾工業株式会社に改称。
- 1962年（昭和37年）- ウシオ工業株式会社に改称。
- 1964年（昭和39年）4月 - ウシオ工業の産業光源製造部門が独立、ウシオ電機株式会社を創立。
- 1970年（昭和45年）5月 - 東京証券取引所第2部上場。
- 1971年（昭和46年）8月 - 本社を東京都に移転。
- 1974年（昭和49年）4月 - 大阪証券取引所第2部上場。
- 1980年（昭和55年）9月 - 東京証券取引所・大阪証券取引所第1部上場。
- 2010年（平成22年）1月 - 大阪証券取引所上場廃止。
- 2014年（平成26年）8月1日 - 株式会社アドテックエンジニアリング（証券コード6260）を株式交換により完全子会社化（アドテックエンジニアリングの普通株式1株に対して、当社の普通株式0.23株を割当て交付）。
- 2016年3月 - 本社を東京都千代田区丸の内に移転。

## 事業所
- 本社・東京営業本部 - 東京都千代田区丸の内
- 播磨事業所 - 兵庫県姫路市別所町
- 横浜事業所 - 神奈川県横浜市青葉区元石川町
- 御殿場事業所 - 静岡県御殿場市駒門
- 大阪支店 - 大阪市淀川区西中島

## 関連会社
- ウシオライティング（業務・一般用照明の製造販売）
- ジーベックス
- アドテックエンジニアリング
- CHIRISTIE DIGITAL SYSTEMS（デジタルシネマ）
- BLV LICHT-UND VAKUUMTECHNIK GmbH
- Acuity Brands,Inc.（Care222モジュールの供給契約を米国アキュイティ社と締結。2020.6）

ほか